# Білязе Олександр Олексійович
Білязе Олександр Олексійович (нар. 14 січня 1927, Малогнатівка Волноваського району Донецької області — 12 серпня 2020, Київ) — український тренер-викладач фізичного виховання, віце-президент Спортивного клубу Сергія Бубки, заслужений тренер СРСР, заслужений тренер України, заслужений працівник культури України.

## Біографія
Тренерська кар'єра Олександра Білязе почалася в 1950 році, коли після закінчення технікуму його направили на роботу тренером по легкій атлетиці в дитячу спортивну школу відділу міської освіти Донецька. Працював старшим тренером з легкої атлетики в одному з ведучих у той час спортивних товариств — «Шахтарі», а також тренером збірної команди області. Його вихованці більше 30 разів ставали чемпіонами і призерами України і СРСР, а 32 з них стали майстрами спорту.
У 1974 році Олександр Білязе став заступником глави Донецького обласного спорткомітету, де координував розвиток олімпійських видів спорту і підготовку спортсменів високого рівня.
За його сприяння в Донецьку з'явився легкоатлетичний манеж «Шахтар», а з Луганська в Донецьк, де спортивна база була набагато краща, переїхали талановиті стрибуни з жердиною — брати Василь і Сергій Бубки, а також їх тренер.
Після завершення тренерської кар'єри в 1991 році Олександр Білязе працює в ТОВ «Спортивний клуб Сергія Бубки», а також є віце-президентом федерації легкої атлетики Донецької області.
Нагороджений орденом Трудового Червоного Прапора, орденом «За заслуги» III ступеня, медалями.